# سرميدان (سميرم)
سرميدان هي قرية في مقاطعة سميرم، إيران. يقدر عدد سكانها بـ 0 نسمة بحسب إحصاء 2016.